# Aberystwyth Castle

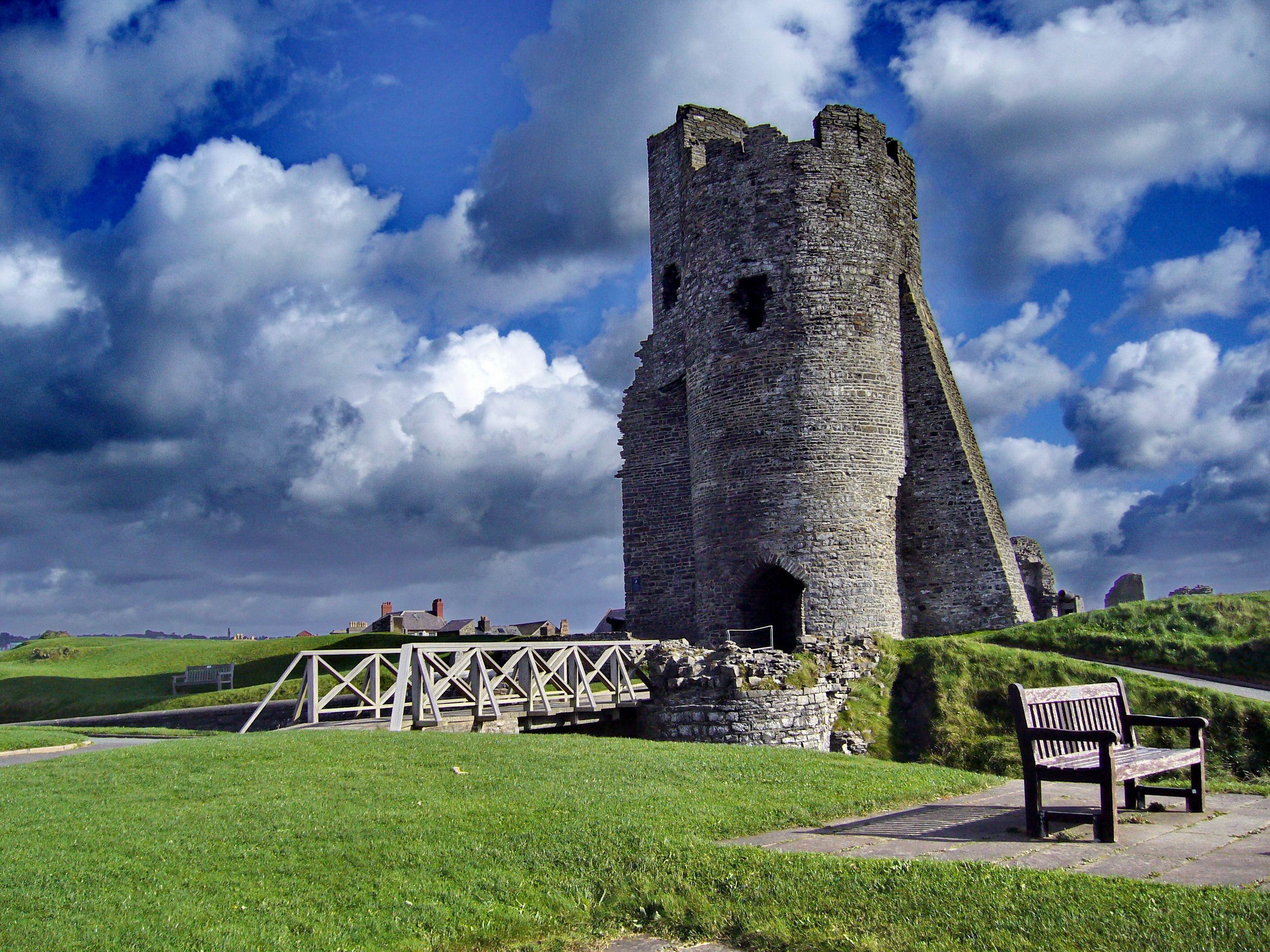
Aberystwyth Castle's

Aberystwyth Castle was een kasteel in Aberystwyth, Ceredigion, Midden-Wales.
De constructie van het kasteel begon in 1277. Samen met Flint Castle, Rhuddlan Castle en Builth Wells castle was het een onderdeel in de campagne van Koning Edward I tegen de Welsh. Aberystwyth was een lastige klus en het kasteel was nog niet af toen de Welsh het in 1282 kortstondig veroverden en in brand staken. In 1289 kon de bouw, met zeer hoge kosten, eindelijk afgesloten worden. In 1294-5 werd het kasteel langdurig belegerd tijdens de opstand van Madog ap Llywelyn. 
Rond 1307 bloeide er een klein dorpje rond het kasteel op en het kreeg de officiële naam Llanbadarn Gaerog. In de praktijk noemde 
iedereen het dorpje echter bij de huidige naam Aberystwyth.
Het kasteel verwisselde vaak van eigenaar tijdens de vele Engels-Welshe confrontaties, waarbij onder anderen Owain Glyndŵr het kasteel kortstondig veroverde in 1404. Na de vrede in 1408 raakte het kasteel in verval. 
Toch benoemde Koning Charles I het kasteel in 1637 tot koninklijke munt. Dit werd de uiteindelijke ondergang van het kasteel. De beheerder van de munterij, rijk geworden door zijn baan, koos de kant van de monarchie tijdens de Engelse Burgeroorlog. Dit maakte het kasteel tot een doel van Oliver Cromwell, waarna het in zijn opdracht in 1649 werd verwoest.